# Castell de la Figuera de l'Aguda
El castell de la Figuera de l'Aguda  és un castell del municipi de Vilanova de l'Aguda (Noguera) inclòs en l'Inventari del Patrimoni Arquitectònic de Catalunya.
És al sud-est del nucli de Vilanova, a la carena de la costa de la Figuera, entre els barrancs de Botines i el de la Figuera. Accessible per pista forestal molt precària des de Ribelles. A la mateixa carena, a un centenar de metres al sud, es troba la capella de Sant Martí.

## Història
Una de les primeres notícies documentals del Castell de la Figuera de l'Aguda és de 1047, quan els esposos Borrell de Tarabau i Adelaida fan una donació a la canònica de Santa Maria de la Seu del Castell de Valldàries. El castell de la Figuera hi consta com a afrontació.
L'any 1067 Arnau Mir de Tost i la seva muller Arsenda, donaren a la canònica de Santa Maria de la Seu aquest castell de la Figuera de l'Aguda, situat dintre de la marca d'Urgell. El mateix any, el bisbe Guillem i els canonges de la Seu d'Urgell atorgaren en feu als esposos Bernat Transver i Ermengarda el castell de la Figuera de l'Aguda, llevat la part que corresponia a Sança, mare d'Arnau Mir de Tost.

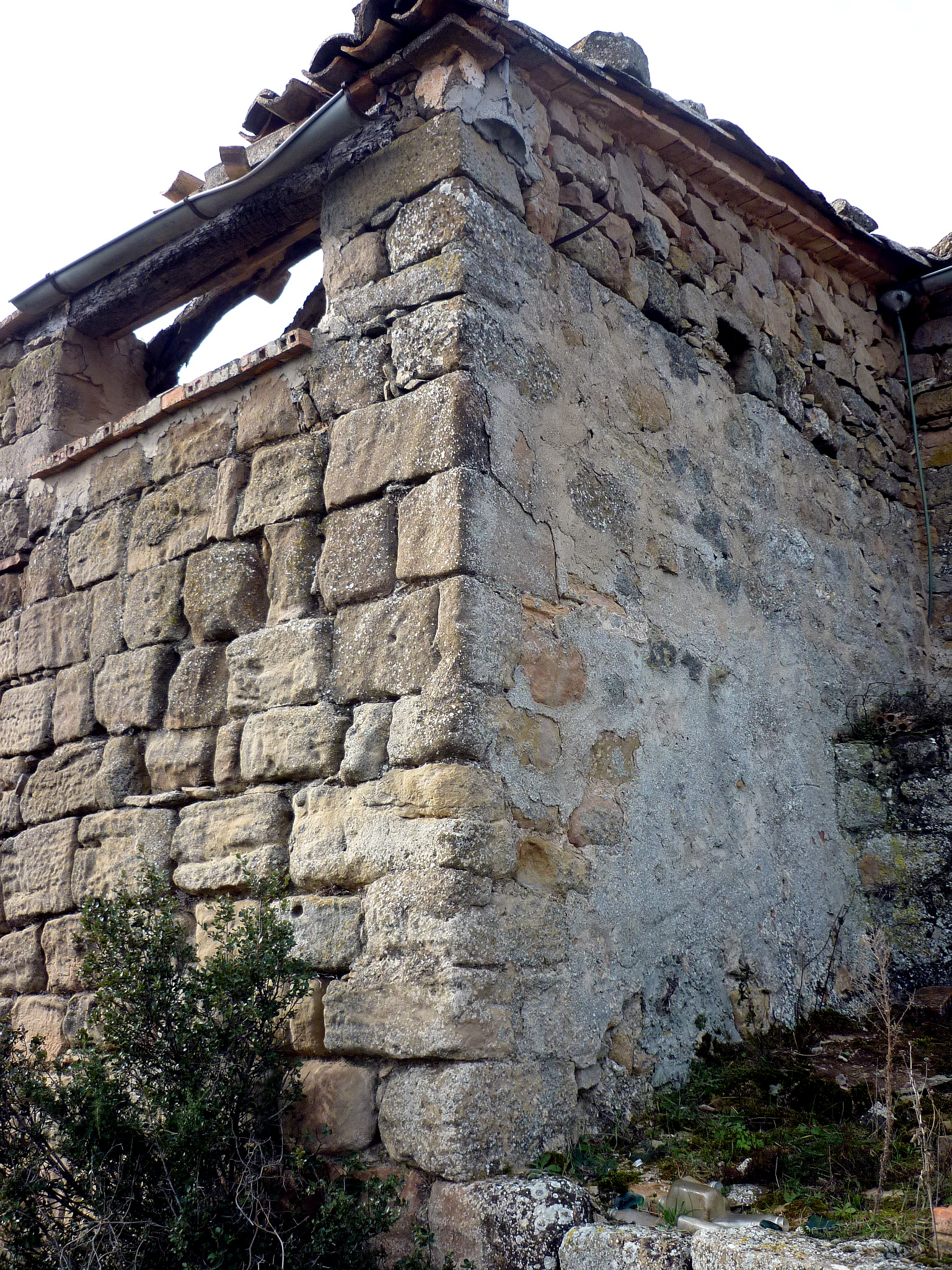
Torre quadrada del castell aprofitada per la masia (2015)

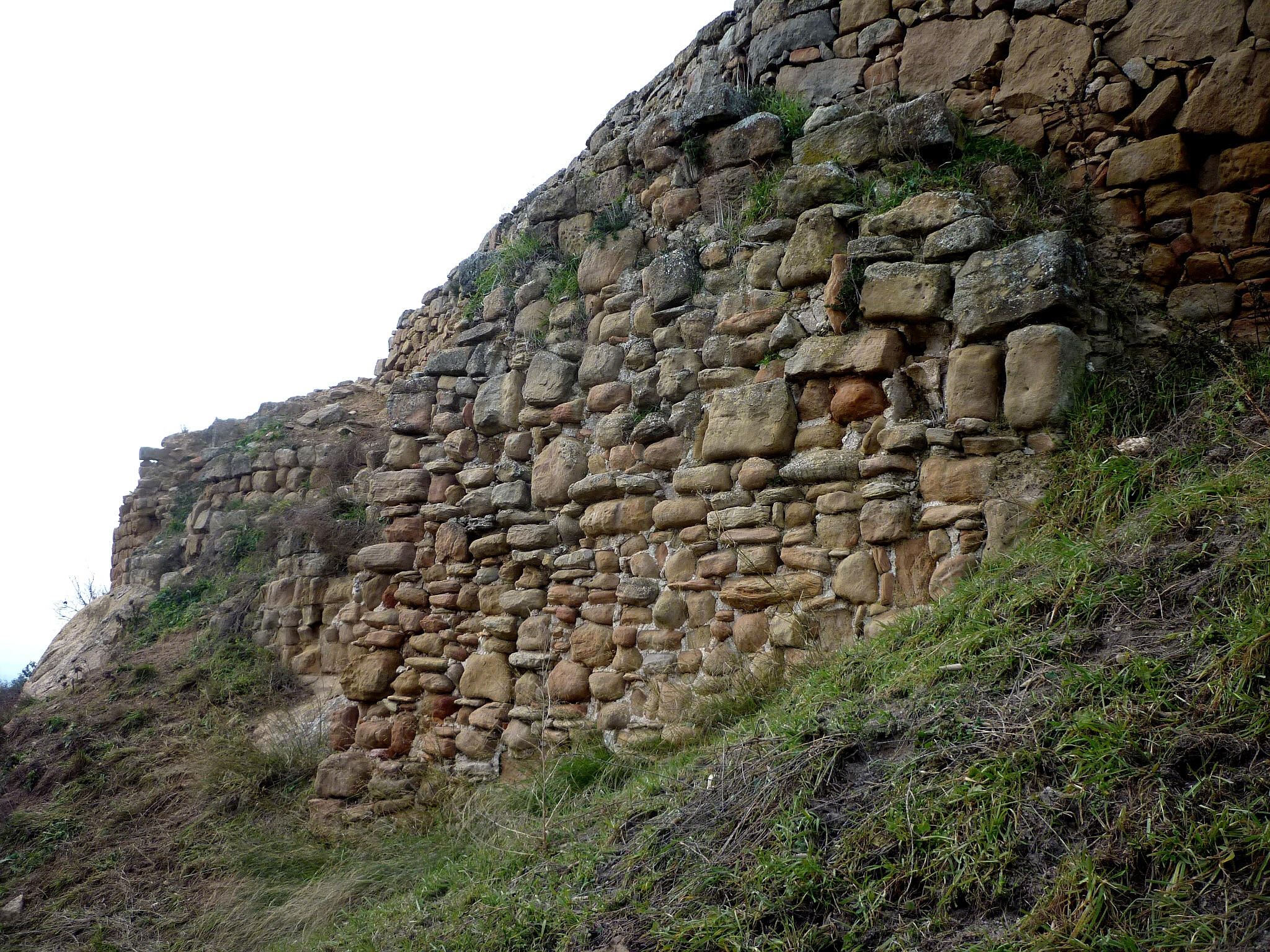
Restes de muralla (2015)

El 1092, en la publicació sacramental del testament de Bernat Transver, s'establia que els seus honors havien de ser repartits entre els seus fills Guilem Bernat, Gombau i Berenguer. A Gombau l'hi cedí la meitat del castell de la Figuera amb tot el seu domini. L'altra meitat del domini quedà per Santa Maria de la Seu. A la mort del fill, el castell havia de passar íntegrament a la canònica de la Seu d'Urgell.
Al segle xiv consta que la propietat del Castell estava en mans del llinatge dels Sacosta. L'any 1585, Antoni Sacosta, cavaller, encara es deia senyor de la Figuera de l'Aguda i d'Alentorn.

## Arquitectura
A la part nord de la façana est de la masia de la Figuera, hi ha les restes d'una torre que segurament era part de l'antic castell de La Figuera. La cara oriental té una longitud de 2,95 m A la cara nord, el mur es confon en part amb el de la masia actual. A la cara sud de la torre, el mur continua uns metres. Cal pensar que era una torre de planta quadrada. El mur visible és fet amb carreus força grans (per exemple, de 30 cm X 40 cm), ben arrenglerats en filades i, algunes vegades col·locats al llarg i de través. Al nord de la torre, a la penya que hi ha al costat, es veuen uns relleixos artificials treballats a la roca que poden ser la base de construccions antigues. A l'est de la torre hi ha restes de la possible muralla del recinte del castell. Al llarg d'uns 25 m es veuen diverses filades de carreus força grans i ben treballats.
És difícil datar la construcció. D'acord amb les característiques, s'hauria de considerar dels segles XII o XIII. No es pot rebutjar una datació molt més reculada, del segle x.